# Paco Gandía
Francisco Gómez Gandía (Sevilla, 5 de abril de 1929-ibídem, 10 de febrero de 2005) fue un actor y humorista sevillano.

## Biografía
Nació en Sevilla, el 5 de abril de 1929, en el barrio de San Juan de la Palma, más conocido como "Paco Gandía", fue un humorista y actor sevillano, también intentó ser cantaor y torero.
Sus inicios fueron en salas de fiestas, se hizo famoso contando sus "casos verídicos", siendo el que lo lanzó a la fama el que se terminó conociendo como "el niño de los garbanzos", representado por primera vez en una actuación en el programa Esta noche...fiesta presentado por José María Íñigo a mediados de la década de 1970. Sus chistes y casos verídicos trataban todos los temas, hasta los más escabrosos como entierros y la muerte.

## Filmografía
- Se acabó el petróleo (1980) (junto a Pepe Da Rosa)
- Los alegres bribones (1982) (junto a Pepe Da Rosa)
- Un parado en movimiento (1985)

## Discografía
- se entiende la chistes gente

## Fallecimiento
Quedó bastante afectado tras el fallecimiento de su esposa Eli, en el año 2003. El 10 de febrero de 2005 murió en el Hospital Universitario Virgen Macarena de Sevilla, debido a unas complicaciones por el tumor pulmonar que padecía.

## Reconocimientos
El 29 de septiembre de 2004 se le homenajeó en reconocimiento a su trabajo fijándose una placa con su nombre en la casa donde nació.
El 23 de mayo de 2005, le es concedido el título de Hijo Predilecto (póstumo) de la Provincia, por el alcalde de Sevilla, Alfredo Sánchez Monteseirín.
El 28 de abril de 2015, se aprueba en Pleno del Ayuntamiento de Sevilla, la concesión de una calle en la ciudad en un próximo pleno. Finalmente se concretó aprovechando una calle cuyo nombre fue afectado por la Ley de Memoria Histórica, cambiando su nombre de "Sebastián Recasens" al del humorista.